# Deutschlandtreffen der Ostpreußen
Das Deutschlandtreffen der Ostpreußen war ein bis 2014 alle drei Jahre an abwechselnden Orten stattfindendes Großtreffen der Landsmannschaft Ostpreußen, zu dem regelmäßig mehrere zehntausend Besucher kamen. So waren es in Bochum 1953 circa 120.000 Menschen, 1957 in Bochum 170.000, 1966 in Düsseldorf 200.000, 2005 in Berlin 40.000 und in Kassel 2014 noch über 10.000.
Wesentliche Bestandteile waren Vorträge und kulturelle Darbietungen sowie Gottesdienst und Großkundgebung. Anschließend fanden in den Messehallen nach Kreisgemeinschaften gegliederte Treffen statt. Bei dem Treffen im Mai 1957 wurde zum ersten Mal das Preußenschild verliehen.

## Veranstaltungsorte und Leitsätze der Deutschlandtreffen der Ostpreußen
- 1949 Hannover
- 1953 Bochum „Dies Land bleibt deutsch“[2]
- 1957 Bochum „Ostpreußen – deutsche Verpflichtung“[5]
- 1960 Düsseldorf „Im Gedenken an den vierzigsten Jahrestag des Abstimmungssieges“
- 1963 Düsseldorf „Ostpreußen deutsch und frei“
- 1966 Düsseldorf „Ostpreußen, deutsche Leistung, deutscher Auftrag“
- 1969 Essen „Unbeirrt für gerechten Frieden“
- 1973 Köln „Wir wollen der Heimat Treue halten“
- 1976 Köln „Ostpreußen – Erbe und Auftrag“
- 1979 Köln „Ostpreußen – deutsche Leistung, deutsche Verpflichtung“
- 1982 Köln „Ostpreußen – deutsches Land“
- 1985 Düsseldorf „Heimat Ostpreußen“
- 1988 Düsseldorf „40 Jahre Landsmannschaft Ostpreußen“
- 1991 Düsseldorf „Der Heimat verpflichtet“
- 1994 Düsseldorf „Heimat – gestern, heute und morgen“
- 1997 Düsseldorf „Ostpreußen, für friedlichen Wandel“
- 2000 Leipzig „Ostpreußen lebt“
- 2002 Leipzig „Ostpreußen verpflichtet“
- 2005 Berlin „Im Dialog der Heimat dienen“
- 2008 Berlin „Ostpreußen bleibt“
- 2011 Erfurt „Erbe und Verpflichtung“
- 2014 Kassel „Ostpreußen hat Zukunft“[6]